# Le Browning
Pour les articles homonymes, voir Browning.
Le Browning est un film muet français réalisé par Louis Feuillade et sorti en 1913.

## Fiche technique
- Réalisation et scénario : Louis Feuillade
- Société de production : Société des Établissements L. Gaumont
- Format : Muet - Noir et blanc - 1,33:1 - 35 mm
- Durée : inconnue
- Date de sortie : France : 2 mai 1913[1]

## Distribution
- René Navarre : le bandit Malvers
- Renée Carl : la voisine
- Yvette Andréyor : Eva Choppard
- Paul Manson : le voisin
- Edmond Bréon : Burtin
- Le petit Berthomieu : le gamin
- Nollot : le père Lebide